# Interstate 985
Pour les articles homonymes, voir Route 985.
L'Interstate 985 (I-985) est une autoroute auxiliaire de 24,04 miles (38,69 km) du nord-est de la Géorgie. Elle relie la région métropolitaine d'Atlanta à la ville de Gainesville via Suwanee. La route a été désignée I-985 en 1985 et la SR 365 forme un multiplex sur toute sa longueur avec celle-ci. Le numéro I-985 est le plus haut numéro d'une autoroute collectrice sud–nord et le deuxième après l'I-990 dans la région de Buffalo–Niagara Falls.

## Description du tracé
L'I-985 débute en multiplex avec la SR 365 à un échangeur avec l'I-85 aux limites sud-est de Suwanee. L'autoroute se dirige vers le nord-est en direction de Buford. Elle croise la US 23 / SR 20. À cet endroit, la US 23 rejoint le multiplex.
L'autoroute poursuit vers le nord-est et rencontre quelques routes d'État. Arrivée à Gainesville, l'autoroute croise la US 129 sud. Le segment nord de la US 129 intègre l'I-985 jusqu'à ce que celle-ci se termine, à la sortie pour la US 129 nord. La US 23 se poursuit au-delà du terminus.

## Liste des sorties
| Interstate 985                            |                |       |       |        |                                                                                                   | |
| Comté                                     | Municipalité   | mi    | km    | Sortie | Intersections / Destinations                                                                      | Notes |
| Gwinnett                                  | Buford         | 0,00  | 0,00  | —      | I-85 sud / SR 365 (en) nord – Atlanta                                                             | Sortie direction sud, entrée direction nord; terminus sud du multiplex avec SR 365; sortie 113 de l'I-85 nord |
| Gwinnett                                  | Buford         | 3,50  | 5,60  | 4      | US 23 / SR 20 (en) (Buford Drive N.E.) – Cumming, Buford                                          | Terminus sud du multiplex avec US 23                                                                          |
| Hall                                      |                | 8,00  | 12,90 | 8      | SR 347 (en) (Friendship Road / Lanier Islands Parkway) – Lac Lanier                               | |
| Hall                                      | Flowery Branch | 11,40 | 18,30 | 12     | Phil Niekro Boulevard / Spout Springs Road – Flowery Branch                                       | |
| Hall                                      |                | 14,00 | 22,50 | 14     | HF Reen Industrial Parkway vers SR 13 (en)                                                        | |
| Hall                                      | Oakwood        | 15,70 | 25,30 | 16     | SR 53 (en) (Mundy Mill Road) – Oakwood, Dawsonville                                               | Sortie direction sud via sortie 17                                                                            |
| Hall                                      | Gainesville    | 16,00 | 25,70 | 17     | SR 13 (en) (Atlanta Highway) – Gainesville                                                        | |
| Hall                                      | Gainesville    | 19,70 | 31,70 | 20     | SR 60 (en) / SR 53 Conn. (en) nord (Candler Road / Queen City Parkway) – Gainesville, Dawsonville | |
| Hall                                      | Gainesville    | 21,30 | 34,30 | 22     | US 129 sud / SR 11 (en) / US 129 Bus. nord (Athens Highway)                                       | Terminus sud du multiplex avec US 129                                                                         |
| Hall                                      | Gainesville    | 23,70 | 38,10 | 24     | US 129 nord / SR 369 (en) ouest (Jesse Jewell Parkway) – Gainesville, Cleveland, Cumming          | Terminus nord du multiplex avec US 129                                                                        |
| Hall                                      | Gainesville    | 25,10 | 40,40 | —      | US 23 nord / SR 365 (en) nord (Cornelia Highway)                                                  | Terminus nord du multiplex avec US 23 et SR 365                                                               |
| - Terminus de multiplex - Accès incomplet |                |       |       |        |                                                                                                   | |